# رومازافا (طعام)
رومازافا Romazava ([rumaˈzavə̥] ) هو الطبق الوطني في لمدغشقر،  يتكون من الخضار ولحوم الزيبو والطماطم ، والبصل، وعادةً ما يكون ويقدم معه الأرز.  ويعد من الاطباق المرافقة لرومازافا حساء عشبة النتاق ، ويسمى anamalaho في مدغشقر. يحتوي النبات على حمض أميد يسمى سبيلانثول في براعمه والذي يسبب تأثير لاذع وحامضا ومخدر للفم، مما يؤدي إلى زيادة إفراز اللعاب.  ويتم استخدام الجرجير والسبانخ أحيانًا لاعداد الحساء. ويتك اسكمال الطبق باضافة توابل حارة تسمى ساكاي sakay، يتم اعدادها من الثوم والفلفل الحار والزنجبيل.

## المكونات
بشكل عام فان مكونات طبق رومازافا هي: 
- زيت زيتون
- لحم بقري مقطّع إلى قطع صغيرة
- طماطم مفرومة
- بصل
- ثوم مفروم
- زنجبيل مطحون
- السبانخ مقطعة
- أوراق السلق
- ملح وفلفل أسود
- حار مجفف

## طريقة التحضير
يُضاف زيت الزيتون إلى اناء الطبق ويُسخن ويُضاف قطع اللحم حتى تبدأ بالاحمرار من جميع الجوانب. بعد ذلك تُضاف الطماطم والبصل والثوم والزنجبيل ويُطهى على حرارة متوسطة لمدة 40 دقيقة أو حتى ينضج اللحم. ثم تضاف الخضار، ونضيف الملح والفلفل مع تقليب الطعام حتى تذبل الأوراق وتنضج تمامًا، ويقدم مع الأرز.

## انظر ايضا
- طبق وطني
- مطبخ مدغشقري